# Jean-Michel Nicolier
Pour les articles homonymes, voir Nicollier.
Jean-Michel Nicolier, né le 1er juillet 1966 à Vesoul et mort le 20 novembre 1991 à Vukovar, est un Français qui s'est engagé aux côtés de l'armée croate et qui fut exécuté durant le massacre de Vukovar. Il est à présent devenu un symbole de la guerre d'indépendance croate et de la bataille de Vukovar.

## Biographie
Jean-Michel Nicolier est né à Vesoul en 1966 où il effectua avec ses deux frères Pierre et Paul ses études jusqu’au secondaire. C’est en regardant un reportage sur la guerre d’indépendance croate qu’il décide de devenir volontaire là-bas.
En septembre 1991, il est engagé volontaire dans une milice croate d'extrême droite lors de la guerre de Croatie. Il est grièvement blessé à la bataille de Vukovar le 9 novembre 1991. Soigné à l'hôpital de la ville, il fait partie des victimes du massacre de Vukovar lorsque celle-ci tombe aux mains de l'Armée populaire yougoslave.
Spasoje Petković surnommé « Štuka » a reconnu avoir tué Jean-Michel Nicolier, dont le corps n'a jamais été retrouvé.
Il est à présent devenu un symbole de la guerre d'indépendance Croate et de la bataille de Vukovar, grâce à son geste de défendre une patrie qui n'était pas la sienne même s'il fut tué sauvagement à Ovčara quelques mois après son arrivée au sein de l'armée croate et plus particulièrement du HOS (branche paramilitaire du Parti Croate des Droits : HSP). On trouve de nombreux graffitis en son honneur dans toute la Croatie. Rođen kao Francuz, umro kao Hrvat, cette phrase signifie : « né Français, mort Croate » ; elle est très utilisée en Croatie pour parler de ce héros national.

## Hommages en Croatie
La mémoire de Jean-Michel Nicolier est restée fortement entretenue en Croatie :
- Il est décoré en 2011 à titre posthume par le président Ivo Josipović[4].
- En 2012, la romancière croate Nevenka Nekić publie un roman, Jean ili miris smrti, inspiré de son histoire[6],[7].
- En septembre 2014, son nom est donné à un pont sur la rivière Vuka, pont jusque-là nommé Pont de l'amitié[8],[4]. Un buste et une plaque commémorative ont été érigés à l'entrée du pont.
- Lors de sa visite officielle à Zagreb, en novembre 2021, le président français Macron a rencontré la mère de Jean-Michel Nicolier[9].
- En mars 2025 à l'occasion d'un match de football opposant la Croatie à la France, un tifo est fait par les supporters croates en son hommage[10].

### Autres volontaires
- Paulu Orsoni : volontaire corse durant la Guerre d'indépendance irlandaise et la Guerre du Rif.
- Roger Coudroy : volontaire franco-belge dans le conflit israélo-arabe (côté palestinien).
- Kamel Courcelle : volontaire français de la Guerre Iran-Irak du côté iranien.